# Vall d'Aufaig
La Vall d'Aufaig és una riera seca la major part de l'any dels termes municipals de Cervià de les Garrigues, Juncosa i l'Albagés, a les Garrigues.
Neix en el terme de Cervià de les Garrigues, al vessant nord de la Punta de la Figuera, al sud-oest del Coll dels Sarraïns. Davalla cap al nord-oest, entra breument en el terme de Juncosa, i després s'adreça cap al de l'Albagès, on vessa les seves aigües al riu de Set.